# Frau-Nauses-Tunnel
Der Frau-Nauses-Tunnel ebnet der Odenwaldbahn den Weg zum Anschluss vom Rhein-Main-Gebiet zum Hinteren Odenwald.

## Geographische Lage

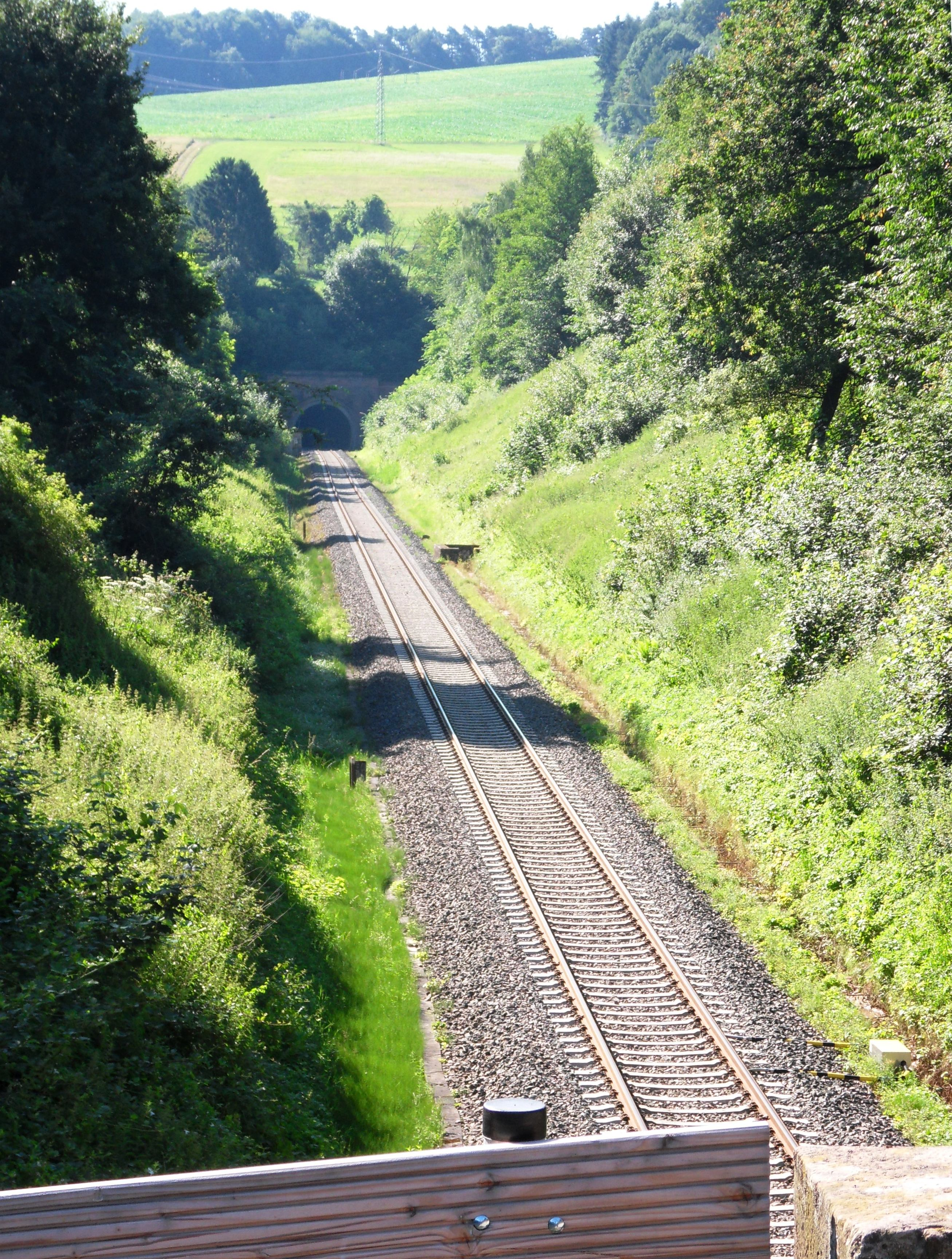
Blick auf Bahnstrecke Richtung Süden, das Nordportal und den Bergrücken der durchquert wird

Der Tunnel unterquert die Kammlinie der Wasserscheide etwa 230 Meter südwestlich des Rondells, eines verkehrsgünstig gelegenen 290 m ü. NN hohen Bergsattels im nördlichen Buntsandstein-Odenwald nahe der Gipfelkuppe des Eichkopfs (310,9 m ü. NN), südöstlich von Groß-Umstadt und nordwestlich von Höchst im Odenwald. Hier liegt der niedrigste Punkt der Grenze der Einzugsgebiete der Gersprenz im Nordwesten und der Mümling im Südosten. Das Nordportal des Tunnels liegt in der Gemarkung der ehemaligen Gemeinde Frau-Nauses im Landkreis Darmstadt-Dieburg, nach der er benannt wurde; das Gegenportal mündet in der Gemarkung Hetschbach (im Odenwaldkreis) 

## Bauwerk
Die Trasse des Tunnels und der beiderseits in die Täler eingeschnittenen Tunnelrampen verläuft auf etwa 2300 Meter Länge absolut geradlinig (man sieht am Tunneleingang schon das „Licht am Ende des Tunnels“) vom Bahnhof Wiebelsbach-Heubach in Richtung Südsüdost nach Höchst Hetschbach und erreicht dort das Mümlingtal. Der Tunnel ist – wie die Bahnstrecke eingleisig, hat einen hufeisenförmigen Querschnitt, ist 1205 Meter lang und hat an beiden Enden noch seine historischen Portale.

## Geschichte
Im September 1868 begannen die Bauarbeiten. Diese kosteten elf Menschenleben und waren Weihnachten 1870 abgeschlossen. Am 24. Dezember 1871 erfolgte die Einweihung des Tunnels mit der Inbetriebnahme des Streckenabschnitts von Wiebelsbach-Heubach bis Erbach (Odenw). Im Schlussstein beider Portale steht die Jahreszahl 1870. Das Südportal ist noch mit einem Zinnenkranz versehen.
Der Tunnel ist ein Kulturdenkmal aufgrund des Hessischen Denkmalschutzgesetzes.